# 魯迅芸術学院
魯迅芸術学院（ろじんげいじゅつがくいん、英語: 、公用語表記: 魯迅芸術学院）は、陝西省延安市に本部を置く中華人民共和国の芸術大学。1940年創立、1938年大学設置。大学の略称は魯藝。
現在は延安大学に統合されている。魯迅美術学院と中央戯劇学院がこれを前身としている。

## 沿革
- 1938年4月10日 設立
- 1940年4月10日　魯迅芸術文学院と名称変更[1]。学校の性格は変わらない。
- 1943年4月 延安大学に吸収合併される。